# Björkegölen (Augerums socken, Blekinge, 623565-149285)
Björkegölen är en sjö i Karlskrona kommun i Blekinge och ingår i Lyckebyåns huvudavrinningsområde.